# Vema Lift
Vema Lift Oy, är en finländsk tillverkare av hävare för brand- och servicefordon i S:t Karins. Det grundades 1989. Företaget ingår sedan 2000 i Nordic Rescue Group,efter att tidigare ägts av Kiitokori Oy. 
Vema har sedan 2021 en ny produktionsanläggning på 9.000 m2 i S:t Karins.